# Mythodes plumosa
Mythodes plumosa là một loài bọ cánh cứng trong họ Cerambycidae.